# Burgruine Offenburg
Die Burgruine Offenburg befindet sich nördlich der Ortschaft Pöls in der Gemeinde Pöls-Oberkurzheim in der Steiermark.

## Lage

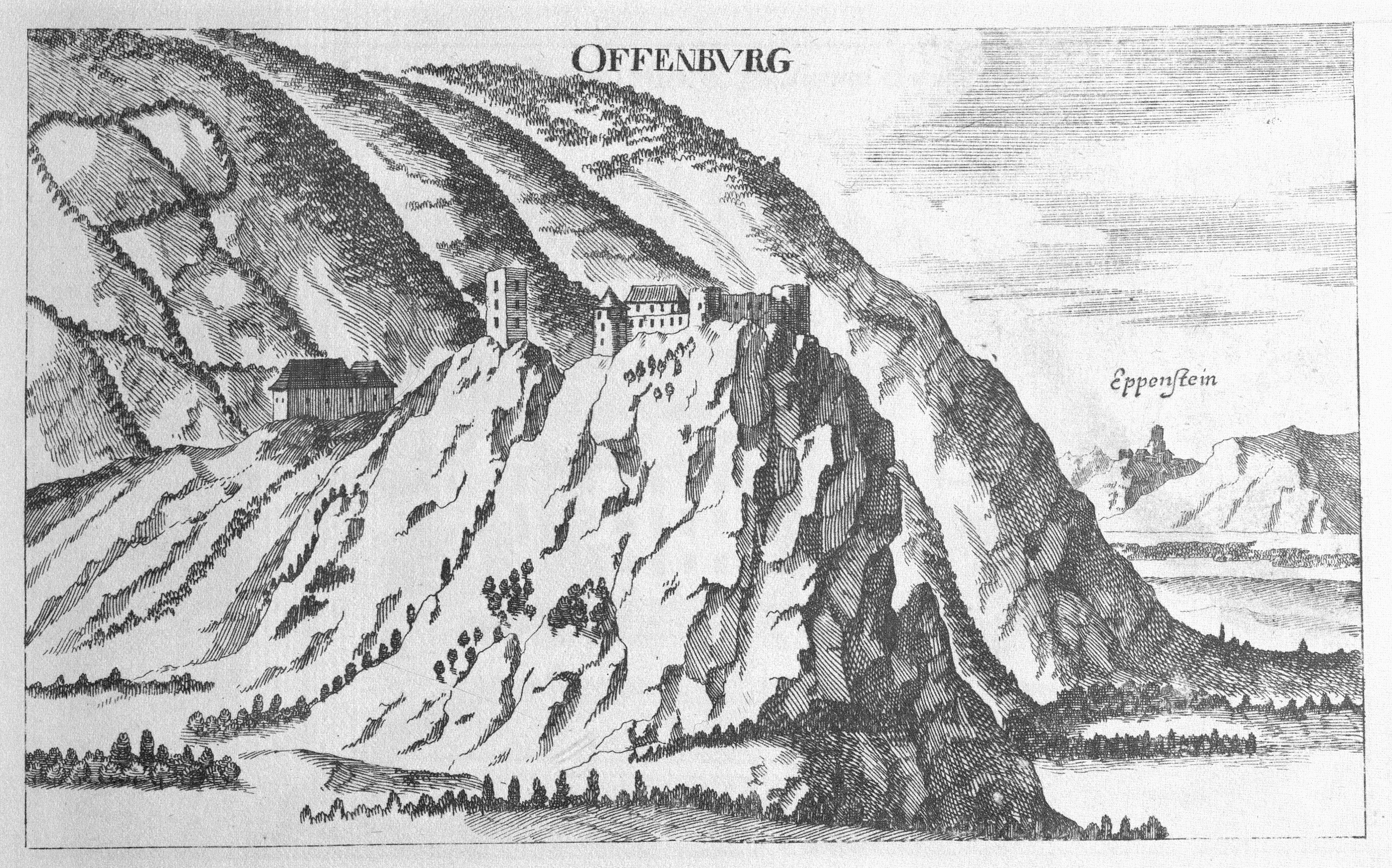
Stich der Burg Offenburg von Georg Matthäus Vischer, um 1681

Die einst große Höhenburg – lediglich spärliche Reste sind vorhanden – liegt ungefähr 300 Meter nördlich Pöls im Gebiet der ehemaligen Gemeinde Oberkurzheim auf einem Ausläufer des Ederkogels. Der Ederkogel, auf dem die Ruine liegt, fällt an drei Seiten steil ab und ist nur im Norden durch einen schmalen Bergsattel mit dem restlichen Berg verbunden – daher lag das Burgtor im Norden.
Die Offenburg liegt ungefähr neun Kilometer von der Bezirkshauptstadt Judenburg entfernt und ist frei zugänglich. Im Sommer ist der Zugang jedoch erschwert, da die Burg verwachsen ist.

## Die Burg
Das im Norden liegende Burgtor war durch einen teils in den Felsen gehauenen und teils gemauerten Graben geschützt. Eine Zugbrücke führte zu einem mächtigen viereckigen Torturm. Im Süden schlossen sich an den Torturm zwei hohe und schmale Wohngebäude an. Eine Mauer mit Wehrgang führte zu einem turmartigen Gebäude im Südosten. Die an der Westseite befindliche Wehrmauer endete beim Bergfried und begrenzte die Burg. Der Bergfried ist das am besten erhaltene Gebäude der Burg und wies fünf Stöcke auf. Der Bergfried stammt aus dem 13. Jahrhundert, eine Verstärkung seiner Fundamente wurde im 15. Jahrhundert mit einem pyramidenstumpfartigen Mauermantel durchgeführt. Unüblich für eine Burg ist, dass der Bergfried nicht innerhalb der Burg oder direkt an der Außenseite angebracht wurde, sondern sich ungefähr 30 Meter freistehend von der Burg entfernt befand. Er hat einen quadratischen Grundriss von sieben Metern und ist bis zu einer Höhe von ungefähr 18 Metern erhalten.
Der Hocheinstieg aus der Romanik lag im zweiten Obergeschoß der Südseite, die dem Feind abgewandt war. Eine zweite Wehrmauer schloss den langen und schmalen Innenhof ab und führte zum Torbau zurück. Im Schlosshof befanden sich verschiedene, heute nicht mehr feststellbare Wirtschaftsgebäude sowie eine Zisterne.
Die meisten Gebäude bestehen aus Bruchsteinmauerwerk und wurden zwischen dem 12. und dem 14. Jahrhundert errichtet und im 15. Jahrhundert erweitert. Einige Ausbesserungsarbeiten im 16. Jahrhundert erkennt man an der Verwendung von Mauerziegeln. An der Nordostecke deutet ein Schuttkegel den Standort des einstigen Palas an. Südlich der Burg befand sich auf einem etwas tieferem Niveau ein vierstöckiger und viereckiger Turm, der von einer eigenen – der Hauptburg angeschlossenen – Wehrmauer umgeben war. Im Osten und Westen waren jeweils Zwinger vorgelagert, deren Außenmauern zum größten Teil bereits abgerutscht sind.

## Geschichte
Die Errichtung der Offenburg wird in das frühe zwölfte Jahrhundert datiert, womöglich unter die Herrschaft des Adelsgeschlechts der Eppensteiner – danach wurde sie Stammburg (Familiensitz) der Teufenbacher. Von Offo (Otto) von Teufenbach leiteten sich die Namen „Offenberch“ und später „Offenburg“ ab. Ein „Offo“ wurde im Zeitraum von 1160 bis 1212 mehrfach urkundlich erwähnt, wahrscheinlich wurde die Offenburg jedoch von seinem gleichnamigen Vater erbaut.
Gemeinsam mit den Bewohnern der am anderen Talende (Südseite) gelegenen Burgruine Reifenstein war es die Aufgabe der Offenburger, die Straße durch das Tal der Pöls (Flus) zu kontrollieren, die eine wichtige Verkehrsverbindung darstellte. Ab 1122 war die Offenburg im Besitz der Traungauer, die zudem Markgrafen der Steiermark waren.
Später verwalteten Ministeriale aus dem Haus Liechtenstein die Offenburg und verloren diese durch die Niederschlagung der steirischen Adelsverschwörung 1268. Ottokar II. Přemysl setzte Dietrich von Füllenstein als Burggrafen ein, welcher schwere Übergriffe auf den Besitz der Abtei Seckau durchführte. 1276 vertrieben die Liechtensteiner die Böhmen und zogen wiederum in die Offenburg ein.
Mit der Offenburg war ein Landgericht verbunden, das um 1210 von Otto von Teufenbach an die Liechtensteiner gekommen war. Ursprünglich reichte es von Teufenbach (heute: Teufenbach-Katsch) bis Kraubath an der Mur und wurde 1443 stark verkleinert. 1295 wurde die Offenburg teilweise an die Grafen von Heunburg verpfändet; Mitte des 14. Jahrhunderts wurde das Pfandrecht von den Gallern übernommen. Nach dem Tod des letzten Gallers zog Herzog Ernst in die Burg und setzte erst angestellte Verwalter ein und verpfändete 1421 die Burg an Andree Ramung.
Zwischen 1459 und 1496 ließ Hans Ramung die bereits baufällig gewordene Burg wieder instand setzen. Als Bernhard Ramung kinderlos starb, zog König Ferdinand I. ein und verkaufte die Herrschaft 1531 an Hans Hofmann von Grünbühel. 1532 diente die Offenburg als Kreidfeuer-Station. 1589 veräußerte sein Sohn Hans Hofmann von Grünbühel die Offenburg an Carl und seinen Bruder Offo. Die Teufenbacher verlegten daraufhin die Verwaltung der Herrschaft in die günstiger gelegene Burgruine Reifenstein. Sie wohnten jedoch im Schloss Sauerbrunn.
Nach einem Großbrand 1590 wurden die Schäden an der Offenburg nicht mehr behoben. 1613 übernahm Hans Wilhelm Freiherr von Saurau aus dem Geschlecht derer von Saurau den Besitz. Seinem Sohn Christof Alban von Saurau wurde die Herrschaft aberkannt, da er verschiedener schwerer Verbrechen überführt wurde. 1653 wurde er am Grazer Schlossberg eingekerkert. Drei Jahre später gelangte die Offenburg an Gregor Freiherr von Sidenitsch und 1698 an Ferdinand Fürst von Schwarzenberg  aus dem Geschlecht derer von Schwarzenberg. Er ließ die Verwaltung der Herrschaft von Schloss Gusterheim aus durchführen. Die Offenburg ist bis heute im Besitz seiner Familie.